# Isigonus
Isigonus (i. e. 3. század?) görög tudós

## Élete
Nikaiai születésű volt. A szerző pontos életrajzi adatai ismeretlenek. A sztoikus „paradoxográfusok” között tartják számon.